# Zvonimir Boban
Zvonimir Boban, hrvaški nogometaš, * 8. oktober 1968, Imotski, Jugoslavija.
Boban je člansko kariero začel v klubu Dinamo Zagreb v jugoslovanski ligi. Za Dinamo je med letoma 1985 in 1991 odigral 109 prvenstvenih tekem in dosegel 45 golov. Za tem je prestopil k Milanu v Serie A, kjer je do leta 2002 odigral 178 prvenstvenih tekem in dosegel 21 golov. S klubom je osvojil naslov italijanskega državnega prvaka v letih 1993, 1994, 1996 in 1999, italijanski superpokal v letih 1992, 1993 in 1994, ter Ligo prvakov in evropski superpokal leta 1994. Med letoma 1991 in 1992 je odigral sedemnajst tekem kot posojen igralec Barija, ob koncu kariere pa še štiri tekme kot posojen igralec Celte de Vigo v španski ligi.
Z jugoslovansko mladinsko reprezentanco je osvojil naslov svetovnega prvaka do 20 let leta 1987 in evropskega podprvaka do 21 let leta 1990. Za člansko reprezentanco je odigral sedem tekem in dosegel en gol. S hrvaško reprezentanco je nastopil na Evropskem prvenstvu 1996 in Svetovnem prvenstvu 1998, kjer je z reprezentanco osvojil tretje mesto.